# Somphien Xayadeth
Somphien Xayadeth là một chính khách người Lào. Ông là một thành viên của Đảng Nhân dân Cách mạng Lào và là một đại diện cho Quốc hội Lào cho thành phố Viêng Chăn.